# Ron Rocco
 (novembre 2010).
Si vous disposez d'ouvrages ou d'articles de référence ou si vous connaissez des sites web de qualité traitant du thème abordé ici, merci de compléter l'article en donnant les références utiles à sa vérifiabilité et en les liant à la section « Notes et références ».
Ron Rocco, né en 1953 à Fort Hood dans l'État du Texas aux États-Unis, est un artiste américain vivant et travaillant à New York et à Berlin, en Allemagne.
Son travail implique des performances, installations mixtes, médias et constructions sculpturales utilisant un mélange d'objets trouvés et des éléments préparés.

## Biographie
Enfant, il a voyagé avec ses parents en Allemagne où son père était soldat dans l'armée d'occupation d'après-guerre. Il a grandi dans le Bronx à New York et a étudié les arts visuels au Purchase College de l'Université d'État de New York, où il a Antonio Frasconi comme professeur. Il a ensuite commencé des études supérieures au Center for Advanced Visual Studies au MIT où il a commencé des projets.
Son travail se fonde sur des segments en forme d'arc d'aluminium ou de bois. Son exploration de ces structures est apparu dans une exposition au Musée d'Art Arnot à Elmira (New York) et plus tard dans une exposition solo à Toronto à la Galerie Danielli.
Résident à New York de 1979 à 1989 sur le Lower East Side et plus tard à Williamsburg (Brooklyn), son travail sculptural a porté sur l’immobilier à New York comme une force déterminante dans l'expérience de la vie des artistes.
En Europe, il participe à des projets au Künstlerhaus Bethanien et à Die Kunstfabrik à Berlin, en Allemagne ainsi qu'au Kunst & Complex à Rotterdam aux Pays-Bas (1991-1993).

## Expositions solo
- CTS brocante créatifs / Barrage Stuhltrager Gallery, Brooklyn, (2010)
- Völcker Galerie & Freunde, Berlin, Allemagne (2002)
- Galerie de l'Université / Université du Massachusetts, Lowell, (1999)
- Galerie d'images, Amsterdam, Pays-Bas (1993)
- Künstlerhaus Bethanien, Berlin, Allemagne (1991)
- Amerika Haus, Berlin, Allemagne (1991)
- Pays-Bas Artgarden Foundation, Amsterdam, (1989)
- Musée d'Art Moderne / PS1, Long. L'île.City. (1987)
- Solomon R. Guggenheim Museum, New York, (1983)
- Danielli Gallery, Toronto, Ontario, Canada (1979)
- Herbert F. Johnson Museum, Ithaca, (1979)
- Musée d'Art Arnot, Elmira, (1976)

## Expositions collectives
2008
- IPCNY / Centre d'impression International, New York
- ArtForum 2008, Berlin, Allemagne

2007
- Supermarkt 2.0, Berlin, Allemagne

2006
- Centre des Arts visuels de New Jersey, Summit
- Kunst & Complex, Rotterdam, Pays-Bas
- Quarry Stone Hill Park Art, Cazanovia

2004
- Portée, Völcker New York Galerie & Freunde, New York
- Portée, Völcker Galerie Miami & Freunde, Miami, Floride
- Centre Rockland des Arts, Nyack

2001
- Concepts de collaboration, Beacon
- Hudson Guild, New York

2000
- Musée d'Art Islip / Galerie Anthony Giordano, Islip
- Völcker Galerie & Freunde, Berlin, Allemagne

1999
- Campo & Campo, Anvers, Belgique
- Völcker Galerie & Freunde, Berlin, Allemagne

1998
- Centre Culturel Snug Harbor, Staten Island

1997
- Musée d'Art de Brooklyn, Brooklyn
- Herbert et Centre Liste Vera MIT à Cambridge

1996
- Galerie Rotonde, Brooklyn
- Neuberger Museum of Art, Purchase
- Sylvia Galerie Blanche, New York

1995
- ISEA95, Montréal, Québec, Canada

1992
- Galerie Schoen + Nalepa, Berlin, Allemagne

1991
- Fundaçao democrito Rocha, Fortalesca, Brésil

1990
- Musée d'Art Katonah, Katonah
- Musée d'Art de Brooklyn, Brooklyn

1989
- Musée des beaux arts de l'Université Suny à Albany

1987
- Art de Brooklyn et culturels Assoc., Brooklyn
- Musée Morris, Morristown
- PS1, MOMA/Institute des Ressources Art et urbain, New York
- Centre Banff, Alberta, Canada

1986
- CAD / CAM Exposition internationale de Artforms informatique, Courtrai, Belgique
- Cathédrale de St. John the Divine, à New York

1985
- Asia Society, New York
- Image vidéo sur invitation de la Fondation Giorgio Ronchi, Capri, Italie
- Bronx Museum of Art, Bronx

1983
- Nations unies, New York

1981
- Pratt Institute, Brooklyn
- Herbert F. Johnson Museum, Ithaca

1980
- Danielli Gallery, Toronto, Ontario, Canada

1979
- La Chambre affichage, New York
- Dantesca IV Biennale Internazionale, Ravenne, Italie

1978
- Galerie Lane Middendorf, Washington DC
- Musée Herbert F. Johnson de l'art, Ithaca

1975
- Musée Roy R. Neuberger, Purchase